# Уздра
Уздра — малая река на севере Вельского района Архангельской области России, левый приток Пуи.
Длина — 18 км, Водосборная площадь — 145 км²..

## Течение
Уздра берёт начало в 14 километрах севернее деревни Малая Липовка. На всём протяжении течёт на юг, принимая в себя множество лесных ручьёв. В низовьях, в долине Пуи, река сильно замедляет своё течение и образует множество петель. Впадает в реку Пую в 114 км от её устья по левому берегу.

## Притоки
(км от устья)
- 1 км: река Яглова
- 16 км: река Тиноватка
- 18 км: ручьи руч. Белая Уздра

## Населённые пункты
Населённых пунктов на реке нет, только у впадении в Пую расположена деревня муниципального образования «Липовское» Михайловка.
Близ устья Уздры располагалась Уздринская женская пустынь, действовавшая с 1880-х по 1920-е годы. В пустыни была построена деревянная церковь Рождества Иоанна Предтечи и корпус монашеских келий. В 1910 году здесь проживало до 30 сестёр. К середине XX века все постройки были разобраны..

## Данные водного реестра
По данным государственного водного реестра России и геоинформационной системы водохозяйственного районирования территории РФ, подготовленной Федеральным агентством водных ресурсов:
- Бассейновый округ — Двинско-Печорский
- Речной бассейн — Северная Двина
- Речной подбассейн — Северная Двина ниже места слияния Вычегды и Малой Северной Двины
- Водохозяйственный участок — Вага